# St. Bartholomäus (Götzingen)

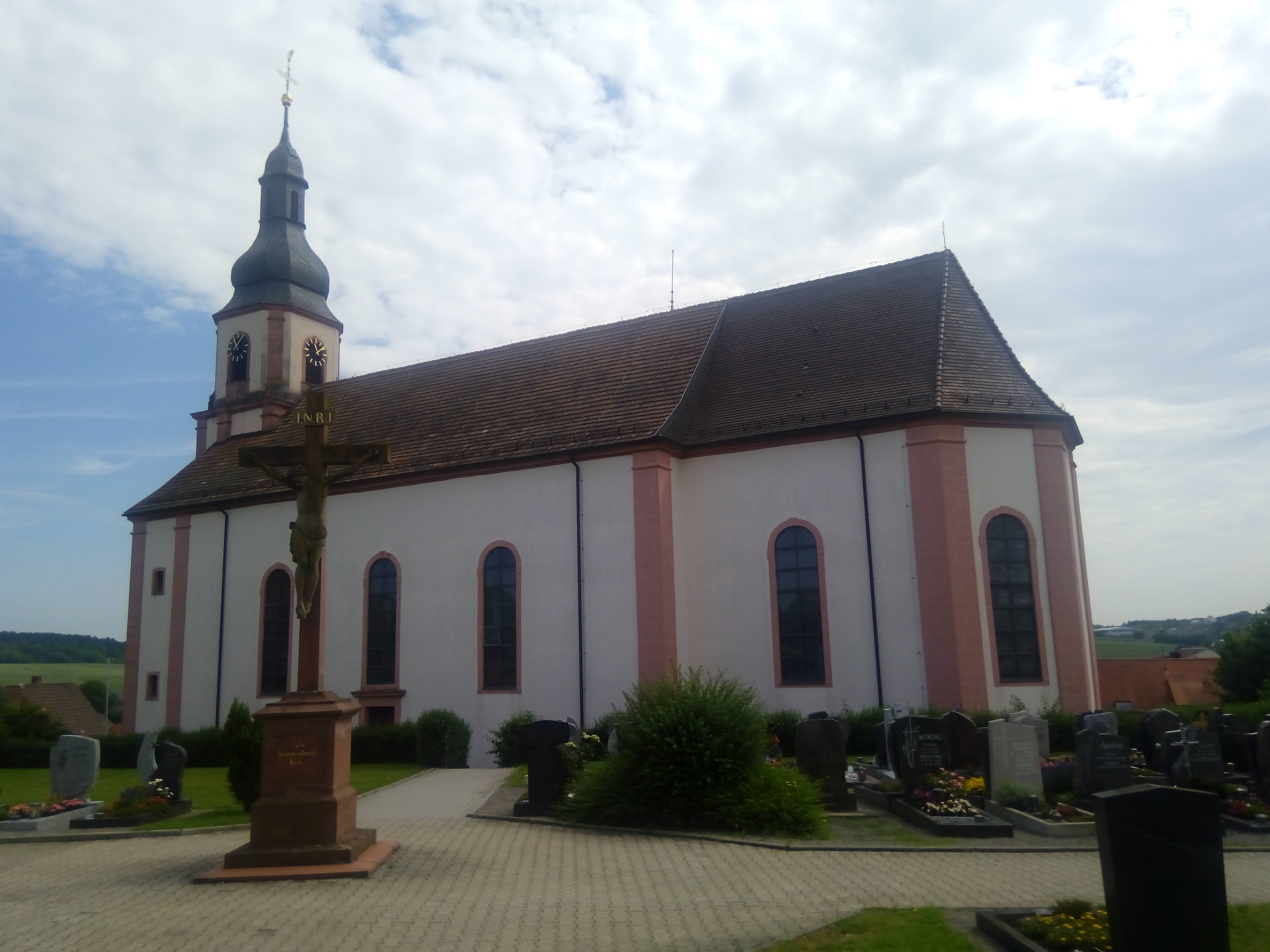
St. Bartholomäus in Götzingen

Die römisch-katholische Pfarrkirche St. Bartholomäus ist ein geschütztes Kulturdenkmal nach dem Denkmalschutzgesetz. Sie steht in Götzingen, einem Stadtteil von Buchen im Neckar-Odenwald-Kreis in Baden-Württemberg. Die Kirchengemeinde gehört zum Dekanat Mosbach-Buchen im Erzbistum Freiburg.

## Beschreibung
Die Saalkirche wurde 1791 anstelle eines Vorgängerbaus errichtet. Sie besteht aus einem Langhaus, einem eingezogenen, dreiseitig geschlossenen Chor im Süden und einem Fassadenturm im Norden, dessen oberstes Geschoss mit abgeschrägten Ecken die Turmuhr und hinter den von den Zifferblättern teilweise verdeckten Klangarkaden den Glockenstuhl beherbergt, in dem vier Kirchenglocken hängen. Darauf sitzt eine schiefergedeckte Zwiebelhaube, die von einer Laterne bekrönt wird. In der Mitte der dreigeteilten Fassade im Norden befindet sich das verdachte Portal, das über eine Freitreppe erreicht wird.
Zur Kirchenausstattung gehört u. a. ein 1793 gebauter Hochaltar unter einem von vier Säulen getragenen Baldachin. Die von Johann Adam Ehrlich gebaute Orgel wurde 1795 aufgestellt.